# Wycombe Wanderers Football Club 2019-2020
Questa pagina raccoglie i dati riguardanti il Wycombe Wanderers Football Club nelle competizioni ufficiali della stagione 2019-2020.

## Rosa
| N. |                        | Ruolo | Calciatore          |
| -- | ---------------------- | ----- | ------------------- |
| 1  | Inghilterra (bandiera) | P     | Ryan Allsop         |
| 2  | Portogallo (bandiera)  | D     | Sido Jombati        |
| 3  | Galles (bandiera)      | D     | Joe Jacobson        |
| 4  | Inghilterra (bandiera) | C     | Dominic Gape        |
| 5  | Inghilterra (bandiera) | D     | Anthony Stewart     |
| 7  | Inghilterra (bandiera) | C     | David Wheeler       |
| 8  | Inghilterra (bandiera) | C     | Alex Pattison       |
| 9  | Scozia (bandiera)      | A     | Craig Mackail-Smith |
| 10 | Inghilterra (bandiera) | C     | Matt Bloomfield     |
| 11 | Inghilterra (bandiera) | A     | Scott Kashket       |
| 13 | Scozia (bandiera)      | P     | Cameron Yates       |
| 15 | Inghilterra (bandiera) | D     | Jamie Mascoll       |

| N. |                              | Ruolo | Calciatore           |
| -- | ---------------------------- | ----- | -------------------- |
| 16 | Stati Uniti (bandiera)       | D     | Giles Phillips       |
| 17 | Irlanda del Nord (bandiera)  | A     | Paul Smyth           |
| 18 | Inghilterra (bandiera)       | C     | Curtis Thompson      |
| 19 | Inghilterra (bandiera)       | D     | Jack Grimmer         |
| 20 | Inghilterra (bandiera)       | A     | Adebayo Akinfenwa    |
| 21 | Inghilterra (bandiera)       | D     | Darius Charles       |
| 22 | Inghilterra (bandiera)       | C     | Nick Freeman         |
| 23 | Nigeria (bandiera)           | A     | Fred Onyedinma       |
| 24 | Inghilterra (bandiera)       | C     | Jacob Gardiner-Smith |
| 25 | Galles (bandiera)            | A     | Alex Samuel          |
| 27 | Antigua e Barbuda (bandiera) | A     | Josh Parker          |
| 28 | Nigeria (bandiera)           | C     | Nnamdi Ofoborh       |
| 31 | Inghilterra (bandiera)       | P     | David Stockdale      |

## Risultati

### FA Cup
| Arbitro: | Coy |

|                |           |                         |
| Morris 3’, 67’ | Marcatori | 26’ Jacobson 55’ Samuel |

| Arbitro: | Salisbury |

|             |           |                         |
| Stewart 45’ | Marcatori | 55’ Ferrier 115’ Morris |

### Coppa di Lega
| Arbitro: | England |

|                                 |                      |                             |
| Samuel 59’                      | Marcatori            | 63’ Pușcaș                  |
| Gape Freeman Pattison Onyedinma | Tiri di rigore 2 – 4 | Pușcaș Baldock Swift Loader |

## Statistiche

### Andamento in campionato
| Giornata  | 1 | 2 | 3 | 4 | 5 | 6 | 7 | 8 | 9 | 10 | 11 | 12 | 13 | 14 | 15 | 16 | 17 | 18 | 19 | 20 | 21 | 22 | 23 | 24 | 25 | 26 | 27 | 28 | 29 | 30 | 31 | 32 | 33 | 34 |
| --------- | - | - | - | - | - | - | - | - | - | -- | -- | -- | -- | -- | -- | -- | -- | -- | -- | -- | -- | -- | -- | -- | -- | -- | -- | -- | -- | -- | -- | -- | -- | -- |
| Luogo     | C | T | C | T | C | T | C | T | C | C  | T  | C  | C  | T  | T  | C  | T  | C  | T  | C  | T  | T  | C  | C  | T  | C  | T  | C  | T  | C  | C  | T  | C  | T  |
| Risultato | V | N | V | N | V | N | V | P | N | V  | V  | N  | V  | N  | V  | V  | V  | V  | N  | V  | P  | P  | P  | N  | P  | V  | P  | V  | P  | V  | P  | V  | V  | P  |
| Posizione | 4 | 4 | 3 | 4 | 3 | 5 | 1 | 3 | 3 | 3  | 2  | 2  | 2  | 3  | 2  | 1  | 1  | 1  | 1  | 1  | 1  | 1  | 1  | 1  | 2  | 2  | 2  | 2  | 2  | 2  | 4  | 3  | 3  | 4  |

Legenda:

Luogo: C = Casa; T = Trasferta. Risultato: V = Vittoria; N = Pareggio; P = Sconfitta.